# London Chess Club
O London Chess Club foi um dos mais tradicionais clubes de xadrez do século XIX da Inglaterra.
Fundado em 1807, foi um dos primeiros clubes da capital britânica, e era frequentado por cavalheiros como era de costume na época.  O clube ganhou notoriedade enxadrística ao participar de uma das primeiras partidas epistolares do xadrez.  No ano de 1824, o já tradicional clube londrino foi desafiado para uma série de cinco partidas contra o Edinburgh Chess Club, tendo vindo a perder duas partidas e ganhando apenas uma.
Atualmente, o clube é conhecido como West London Chess Club.